# Páramo (ort i Colombia, Santander, lat 6,42, long -73,17)
Páramo är en ort i Colombia.   Den ligger i departementet Santander, i den centrala delen av landet, 220 km nordost om huvudstaden Bogotá. Páramo ligger 1 406 meter över havet och antalet invånare är 843.
Terrängen runt Páramo är huvudsakligen kuperad. Páramo ligger nere i en dal. Runt Páramo är det ganska tätbefolkat, med 124 invånare per kvadratkilometer. Närmaste större samhälle är Socorro, 11,5 km nordväst om Páramo. Omgivningarna runt Páramo är en mosaik av jordbruksmark och naturlig växtlighet.